# Кругле Озеро
Кру́гле О́зеро —  село в Україні,в Миргородському районі Полтавської області. Населення становить 37 осіб. Входить до складу Лютенської сільської громади.
Після ліквідації Гадяцького району у липні 2020 року увійшло до Миргородського району.

## Географія
Село Кругле Озеро розташоване навколо озера Кругле. Примикає до села Глибоке.

## Історія
- 1912 — засноване як хутір "Круглий".
- 1920 — перейменоване на Кругле Озеро.
- Село постраждало внаслідок геноциду українського народу, проведеного окупаційним урядом СССР 1923-1933 та 1946-1947 роках.
- До 2020 року орган місцевого самоврядування — Лисівська сільська рада.